# Nuoto artistico ai campionati mondiali di nuoto 2023
Le competizioni di nuoto artistico ai campionati mondiali di nuoto 2023 si sono svolte dal 14 al 22 luglio 2023 presso il Marine Messe Fukuoka nella città di Fukuoka, in Giappone.
Sono state disputate un totale di 11 gare: 2 maschili, 7 femminili e 2 miste.

## Calendario
| Data           | Ora (UTC+9) | Evento                                |
| -------------- | ----------- | ------------------------------------- |
| 14 luglio 2023 | 09:00       | Preliminari singolo tecnico femminile |
| 14 luglio 2023 | 12:00       | Preliminari singolo tecnico maschile  |
| 14 luglio 2023 | 15:00       | Preliminari duo tecnico gruppo B      |
| 14 luglio 2023 | 17:50       | Preliminari duo tecnico gruppo A      |
| 15 luglio 2023 | 10:00       | Preliminari libero combinato          |
| 15 luglio 2023 | 14:00       | Preliminari duo misto tecnico         |
| 15 luglio 2023 | 19:30       | Finale singolo tecnico femminile      |
| 16 luglio 2023 | 10:00       | Preliminari squadre tecnico           |
| 16 luglio 2023 | 16:30       | Finale duo misto tecnico              |
| 16 luglio 2023 | 19:30       | Finale duo tecnico                    |
| 17 luglio 2023 | 09:00       | Preliminari singolo libero femminile  |
| 17 luglio 2023 | 14:00       | Finale singolo tecnico maschile       |
| 17 luglio 2023 | 19:00       | Finale libero combinato               |
| 18 luglio 2023 | 09:00       | Preliminari duo libero gruppo B       |
| 18 luglio 2023 | 12:00       | Preliminari duo libero gruppo A       |
| 18 luglio 2023 | 15:00       | Preliminari singolo libero maschile   |
| 18 luglio 2023 | 19:30       | Finale squadre tecnico                |
| 19 luglio 2023 | 16:30       | Finale singolo libero maschile        |
| 19 luglio 2023 | 19:30       | Finale singolo libero femminile       |
| 20 luglio 2023 | 10:00       | Preliminari squadre libero            |
| 20 luglio 2023 | 19:30       | Finale duo libero                     |
| 21 luglio 2023 | 10:00       | Preliminari duo misto libero          |
| 21 luglio 2023 | 19:30       | Finale squadre libero                 |
| 22 luglio 2023 | 10:00       | Finale duo misto libero               |
| 22 luglio 2023 | 12:30       | Gala Exhibition                       |

## Podi
| Evento                                | Oro | Punti    | Argento | Punti    | Bronzo | Punti    |
| ------------------------------------- | --- | -------- | --- | -------- | --- | -------- |
| Singolo maschile                      | |          | |          | |          |
| Programma tecnico (Dettagli)          | Fernando Díaz del Río Soto | 224,5550 | Kenneth Gaudet | 216,8000 | Eduard Kim | 216,0000 |
| Programma libero (Dettagli)           | Dennis Gonzalez Boneu | 193,0334 | Gustavo Sánchez | 189,9625 | Kenneth Gaudet | 179,5562 |
| Singolo femminile                     | |          | |          | |          |
| Programma tecnico (Dettagli)          | Yukiko Inui | 276,5717 | Vasiliki Alexandri | 264,4200 | Iris Tió Casas | 254,2100 |
| Programma libero (Dettagli)           | Yukiko Inui | 254,6062 | Vasiliki Alexandri | 229,3251 | Kate Shortman | 219,9542 |
| Duo                                   | |          | |          | |          |
| Programma tecnico (Dettagli)          | Giappone Moe Higa Mashiro Yasunaga                                                                                                 | 273,9500 | Italia Linda Cerruti Lucrezia Ruggiero                                                                                                  | 263,0334 | Spagna Alisa Ozhogina Iris Tió Casas | 257,8368 |
| Programma libero (Dettagli)           | Austria Anna-Maria Alexandri Eirini-Marina Alexandri                                                                               | 255,4583 | Cina Wang Liuyi Wang Qianyi | 255,2480 | Giappone Moe Higa Mashiro Yasunaga | 249,5167 |
| Duo misto                             | |          | |          | |          |
| Programma tecnico (Dettagli)          | Giappone Tomoka Sato Yotaro Sato                                                                                                   | 255,5066 | Spagna Emma García Dennis Gonzalez Boneu                                                                                                | 248,0499 | Cina Cheng Wentao Shi Haoyu | 247,3033 |
| Programma libero (Dettagli)           | Cina Cheng Wentao Shi Haoyu | 225,1020 | Messico Itzamary Gonzalez Cuellar Diego Villalobos Carrillo                                                                             | 192,5500 | Spagna Dennis Gonzalez Boneu Mireia Hernández Luna                                                                                                   | 183,4207 |
| Squadre                               | |          | |          | |          |
| Programma tecnico (Dettagli)          | Spagna Cristina Arámbula Marina García Polo Meritxell Mas Alisa Ozhogina Paula Ramírez Sara Saldaña Iris Tió Casas Blanca Toledano | 281,6893 | Italia Linda Cerruti Marta Iacoacci Sofia Mastroianni Enrica Piccoli Lucrezia Ruggiero Isotta Sportelli Giulia Vernice Francesca Zunino | 274,5155 | Stati Uniti Anita Alvarez Jaime Czarkowski Megumi Field Audrey Kwon Jacklyn Luu Daniella Ramirez Ruby Remati Natalia Vega                            | 273,7396 |
| Programma libero (Dettagli)           | Cina Chang Hao Feng Yu Wang Ciyue Wang Liuyi Wang Qianyi Xiang Binxuan Xiao Yanning Zhang Yayi                                     | 329,1687 | Giappone Moe Higa Moeka Kijima Uta Kobayashi Ayano Shimada Ami Wada Akane Yanagisawa Mashiro Yasunaga Megumu Yoshida                    | 317,8085 | Ucraina Maryna Aleksiïva Vladyslava Aleksiïva Marta Fjedina Veronika Hryško Daria Mošynska Anhelina Ovčynnikova Anastasija Šmonina Valerija Tyščenko | 256,2415 |
| Programma libero combinato (Dettagli) | Cina Chang Hao Cheng Wentao Feng Yu Shi Haoyu Wang Ciyue Xiang Binxuan Xiao Yanning Zhang Yayi                                     | 238,0033 | Stati Uniti Anita Alvarez Jaime Czarkowski Nicole Dzurko Keana Hunter Audrey Kwon Calista Liu Bill May Daniella Ramirez                 | 232,4033 | Giappone Moka Fujii Ikoi Hirota Moeka Kijima Tomoka Sato Yotaro Sato Hikari Suzuki Akane Yanagisawa Megumu Yoshida                                   | 220,5867 |

## Medagliere
| Pos.   | Paese         | Oro | Argento | Bronzo | Totale |
| ------ | ------------- | --- | ------- | ------ | ------ |
| 1      | Giappone      | 4   | 1       | 2      | 7      |
| 2      | Spagna        | 3   | 1       | 3      | 7      |
| 3      | Cina          | 3   | 1       | 1      | 5      |
| 4      | Austria       | 1   | 2       | 0      | 3      |
| 5      | Stati Uniti   | 0   | 2       | 2      | 4      |
| 6      | Italia        | 0   | 2       | 0      | 2      |
| 7      | Colombia      | 0   | 1       | 0      | 1      |
| 7      | Messico       | 0   | 1       | 0      | 1      |
| 9      | Gran Bretagna | 0   | 0       | 1      | 1      |
| 9      | Kazakistan    | 0   | 0       | 1      | 1      |
| 9      | Ucraina       | 0   | 0       | 1      | 1      |
| Totale | Totale        | 11  | 11      | 11     | 30     |